# بروميد الزيليل

الأشكال المتصاوغة من بروميد الزيليل، وهي من اليسار إلى اليمين أورثو وميتا وبارا بروميد الزيليل.

بروميد الزيليل (والذي يعرف أيضاً بالاسم النظامي بروميد ميثيل البنزين) هو مركب عضوي صيغته C8H9Br. وهو يوجد عادة على شكل مزيج من ثلاثة متصاوغات وهي أورثو وميتا وبارا بروميد الزيليل. كان مزيج بروميد الزيليل يستخدم في السابق ضمن الغازات المسيلة للدموع وله رائحة شبيهة برائحة الليلك.
استعمل هذا المركب سلاحاً كمادة مهيجة ومسيلة للدموع في الأيام الأولى من الحرب العالمية الأولى. وأطلق عليه الألمان تسمية «المادة T» (ملاحظة 1). يشير بعض المؤرخين إلى أن أول استخدام عسكري له كان في شهر أغسطس/آب سنة 1914، عندما هاجم الفرنسيون الجنود الألمان برمانات من القنابل الغازية؛ على الرغم من أن العض الآخر يعتقد أن الغاز فيها هو برومو أسيتات الإيثيل، والذي طوره الفرنسيون قبل الحرب.